# Barragem de Salgueiro
A Barragem de Salgueiro, construída sobre o leito da ribeira do Salgueiro, localiza-se na freguesia de Vilarelhos do Município de Alfândega da Fé, Distrito de Bragança, em Portugal. A barragem foi projectada em 1971 e entrou em funcionamento em 1977.

## Barragem
É uma barragem de aterro (terra homogénea). Possui uma altura de 28 m acima da fundação (25 m acima do terreno natural) e um comprimento de coroamento de 221 m (largura 8 m). O volume da barragem é de 204.000 m³. Possui uma capacidade de descarga máxima de 5 (descarga de fundo) + 29 (descarregador de cheias) m³/s.

## Albufeira
A albufeira da barragem apresenta uma superfície inundável ao NPA (Nível Pleno de Armazenamento) de 0,22 km² e tem uma capacidade total de 1,8 Mio. m³ (capacidade útil de 1,65 Mio. m³). As cotas de água na albufeira são: NPA de 222 metros, NMC (Nível Máximo de Cheia) de 222,5 metros e NME (Nível Mínimo de Exploração) de 204,5 metros.